# ルイ・マルクーシ
ルイ・マルクーシ（Louis Marcoussis、ポーランド名:Ludwik Kazimierz Wladyslaw Markus または Ludwig Casimir Ladislas Markus、1878年(もしくは1883年 )11月14日 - 1941年10月22日）はポーランド生まれでパリで活動した画家、版画家、イラストレータである。キュビスムの画家のひとりである。

## 略歴
ポーランド中部の都市、ウッチに生まれた。ワルシャワでしばらく法律を学んだ後、美術に転じ、クラクフ美術アカデミーでヤン・スタニスワフスキやユゼフ・メホフェルに学んだ。1903年にパリに移り、短期間、アカデミー・ジュリアンでジュール・ジョゼフ・ルフェーブルに学んだ。1905年に初めてサロン・ドートンヌに作品を出展し、その後、20年以上アンデパンダン展やサロン・デ・チュイルリー（Salon des Tuileries)といった展覧会に作品を出展した。
ポーランドでも風刺雑誌に挿絵を描いていたが、パリでも生活のためにイラストを描いた。モンマルトルやモンパルナスのカフェに出入りし、ギヨーム・アポリネールやジョルジュ・ブラック、エドガー・ドガ、パブロ・ピカソといった芸術家と知り合った。姓を"markus"からパリ近くの村の名前から"Marcoussis"に変えてフランスの名前にしたのはアポリネールの提案であったとされる。
初期の作品は印象派の画家の影響を受けてものであったが、1910年代に入ってピカソ、ジョルジュ・ブラックやフアン・グリスやピュトー・グループの前衛画家たちと同じように「キュビスム」の画家となった。ヨーロッパやアメリカの展覧会に作品を出展し、1925年にパリで最初の個展を開いた。
1913年にクラクフ出身の画家、Alice Halickaと結婚し、1922年に娘が生まれた。第一次世界大戦中はフランス軍のポーランド人部隊に参加しその後フランスの市民権を得た。1930年代になって版画制作に熱心になった。
1940年にドイツ軍がパリを占領した後、ヴィシー近くのCussetに移りそこで1941年に死去した。

## 作品

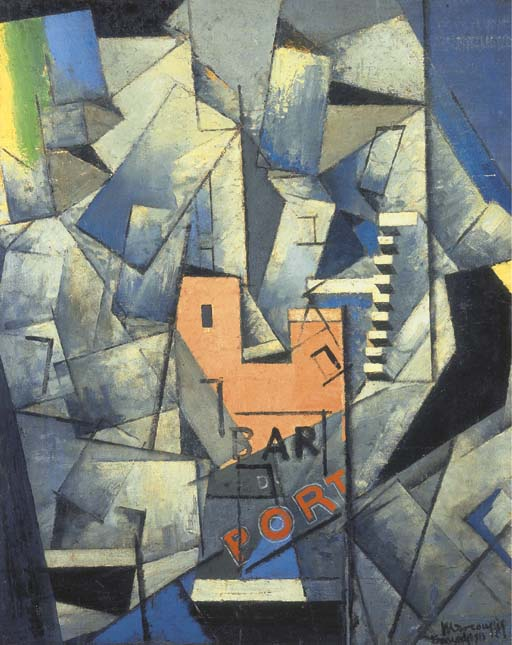
"Le bar du port" (1913)
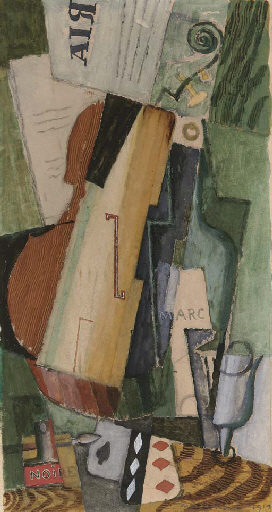
「ヴァイオリン、酒瓶、トランプ」 (1919)
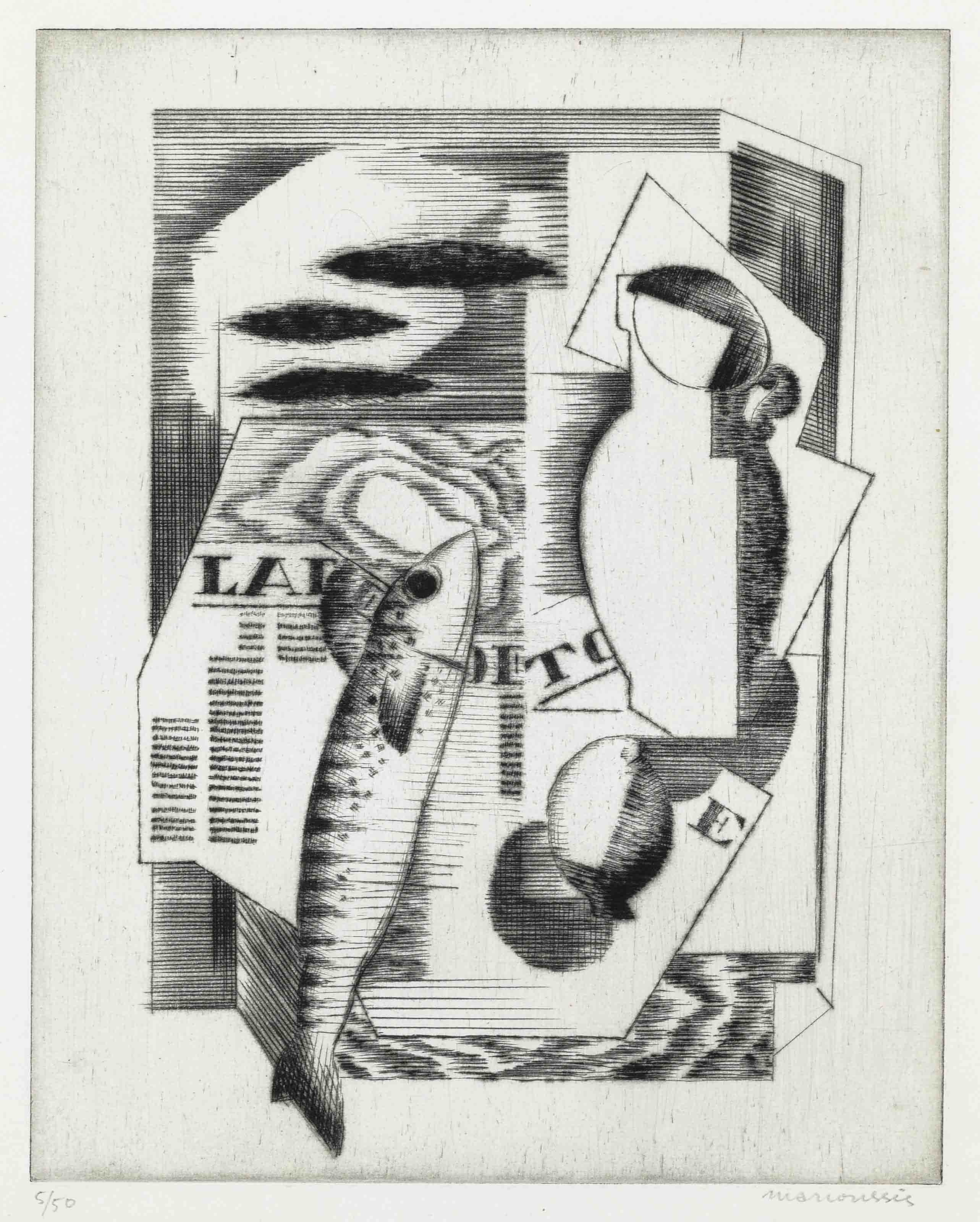
版画作品 (1926)
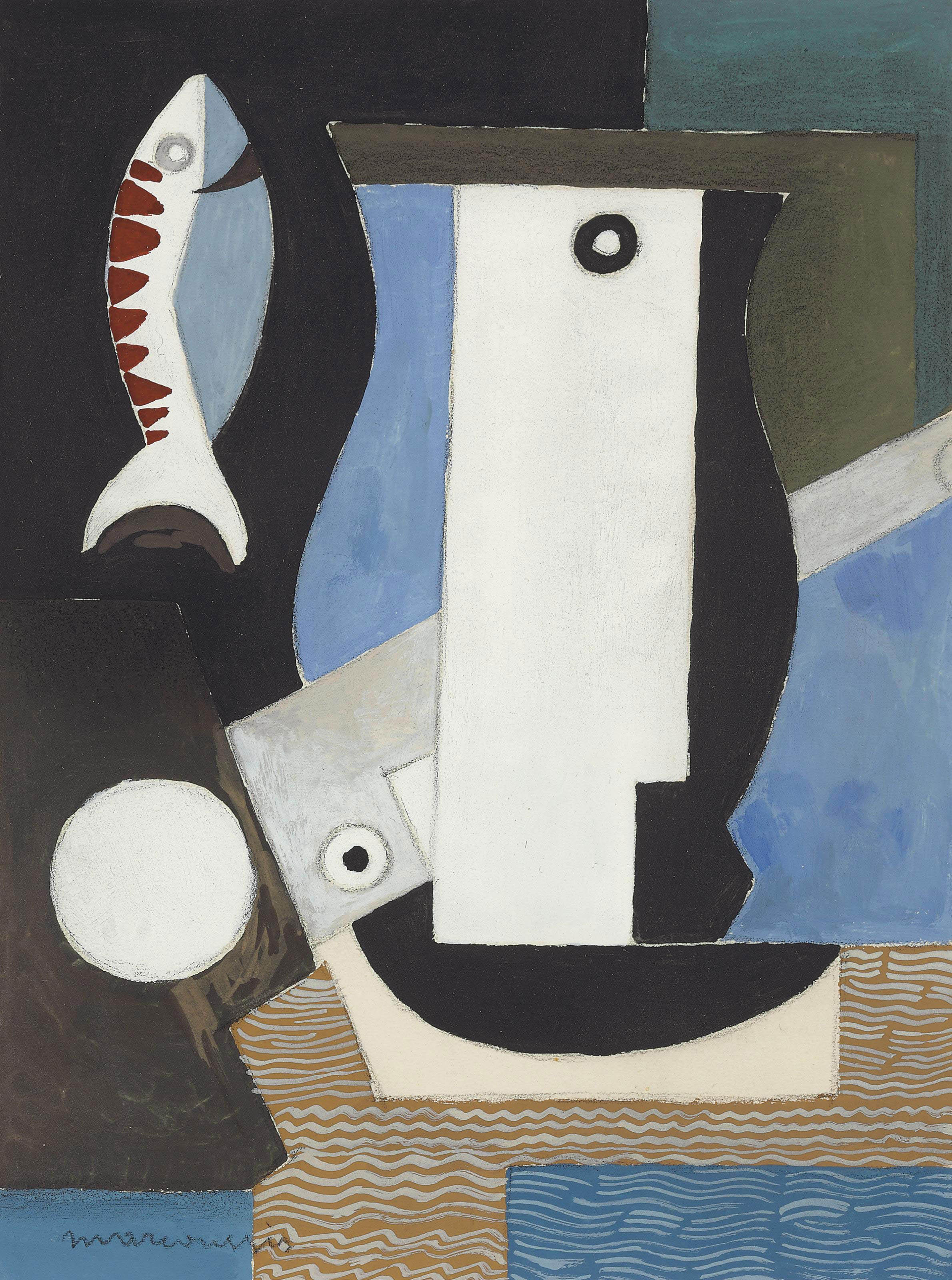
「人物、魚、月光」 (1926)
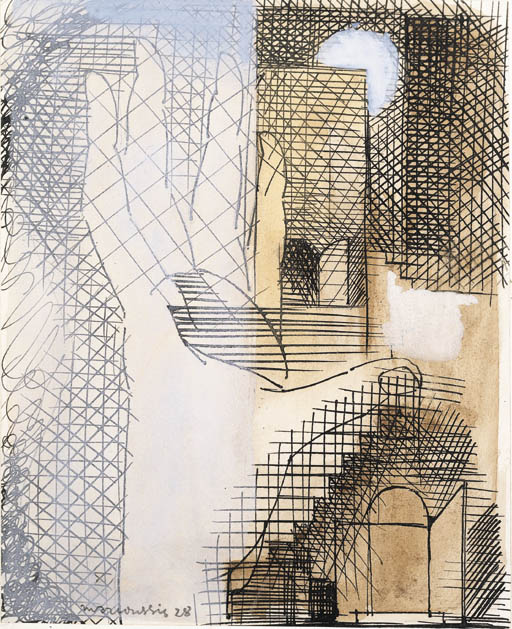
"Construction à la main" (1928)
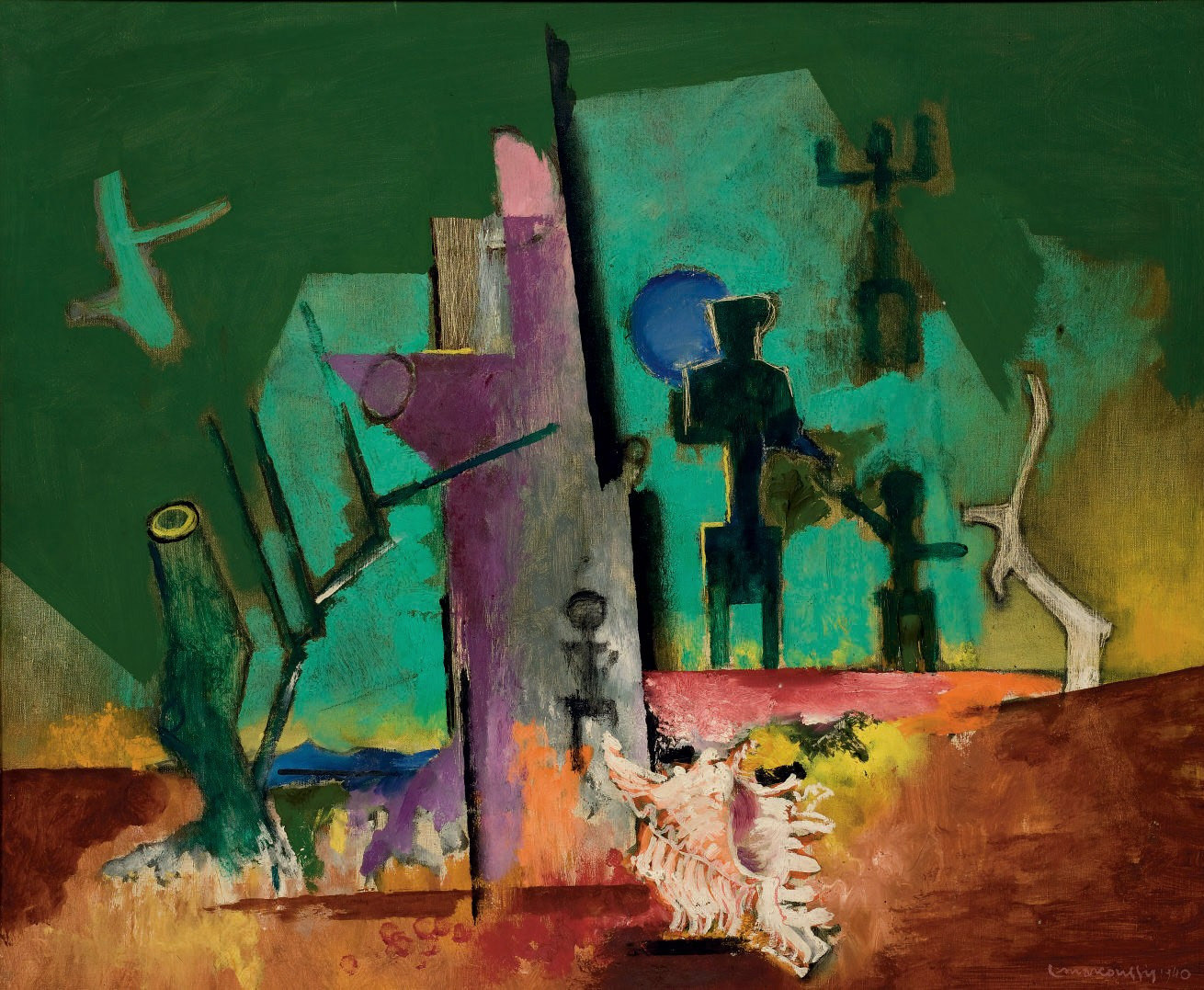
"Composition au coquillage" (1940)
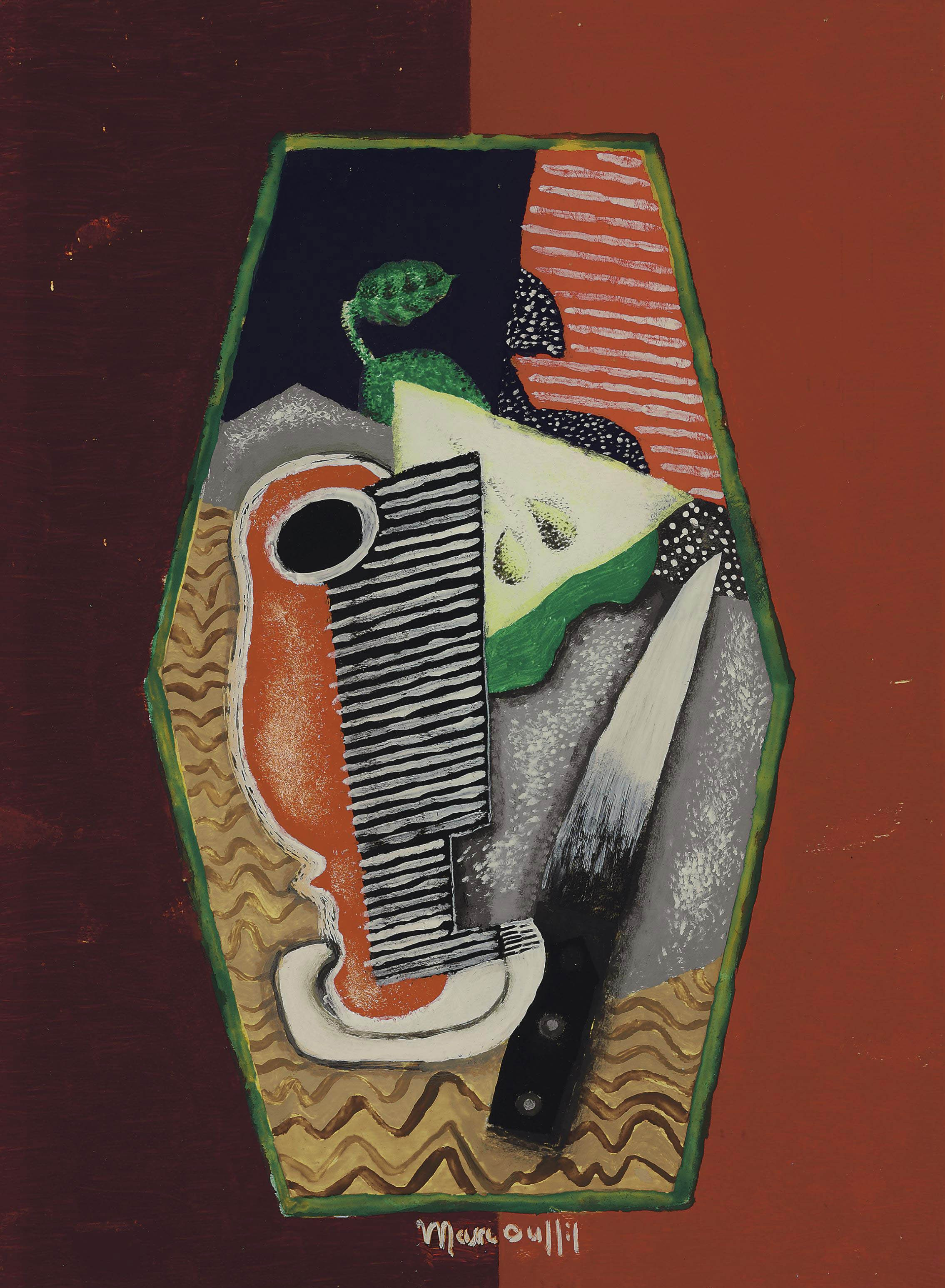
「緑の梨とナイフ」
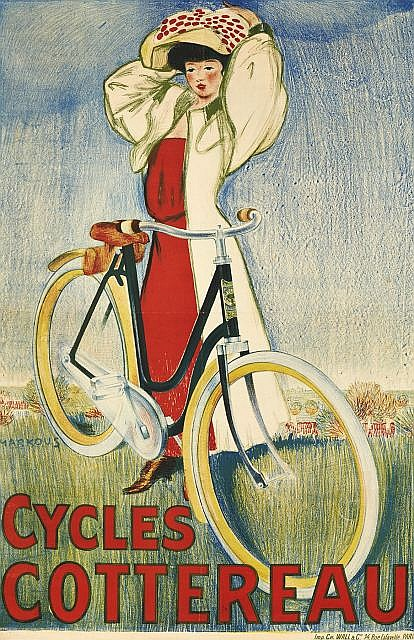
商業ポスター(c.1905)